# Вест-Фарго (Північна Дакота)
Вест-Фарго (англ. West Fargo) — місто (англ. city) в США, в окрузі Кесс штату Північна Дакота. Населення — 38 626 осіб (2020).

## Географія
Вест-Фарго розташований за координатами 46°51′23″ пн. ш. 96°54′18″ зх. д. / 46.85639° пн. ш. 96.90500° зх. д. (46.856258, -96.905055).  За даними Бюро перепису населення США в 2010 році місто мало площу 38,11 км², з яких 37,40 км² — суходіл та 0,71 км² — водойми. В 2017 році площа становила 41,04 км², з яких 40,27 км² — суходіл та 0,77 км² — водойми.

## Демографія
Згідно з переписом 2010 року, у місті мешкало 25 830 осіб у 10 348 домогосподарствах у складі 6823 родин. Густота населення становила 678 осіб/км².  Було 10760 помешкань (282/км²).
Расовий склад населення:
| - 93,5 % — білих - 2,0 % — чорних або афроамериканців - 1,4 % — азіатів - 1,0 % — корінних американців |

До двох чи більше рас належало 1,8 %. Частка іспаномовних становила 1,8 % від усіх жителів.
За віковим діапазоном населення розподілялося таким чином: 26,9 % — особи молодші 18 років, 65,3 % — особи у віці 18—64 років, 7,8 % — особи у віці 65 років та старші. Медіана віку мешканця становила 32,6 року. На 100 осіб жіночої статі у місті припадало 98,5 чоловіків;  на 100 жінок у віці від 18 років та старших — 97,4 чоловіків також старших 18 років.
Середній дохід на одне домашнє господарство  становив 82 751 долар США (медіана — 69 549), а середній дохід на одну сім'ю — 96 893 долари (медіана — 81 673). Медіана доходів становила 50 008 доларів для чоловіків та 39 942 долари для жінок. За межею бідності перебувало 7,1 % осіб, у тому числі 9,4 % дітей у віці до 18 років та 5,7 % осіб у віці 65 років та старших.
Цивільне працевлаштоване населення становило 17 535 осіб. Основні галузі зайнятості: освіта, охорона здоров'я та соціальна допомога — 24,4 %, роздрібна торгівля — 12,8 %, виробництво — 10,0 %, фінанси, страхування та нерухомість — 9,1 %.